# Palacio de Justicia de Colombia
El Palacio de Justicia de Colombia es un edificio ubicado en la Plaza de Bolívar en la ciudad de Bogotá, sede y símbolo del Poder Judicial en Colombia.

## Historia
A lo largo de la historia de Colombia han existido tres edificios que han servido de sede al Palacio de Justicia. El primero era un edificio de estilo neoclásico diseñado por el arquitecto Pablo de la Cruz, estaba ubicado en la calle 11 con carrera 6 y funcionó desde la década de 1920. El edificio fue destruido por un incendio durante los disturbios del 9 de abril de 1948 conocido como el Bogotazo tras el asesinato de Jorge Eliécer Gaitán.
El edificio que reemplazó fue diseñado por el arquitecto Roberto Londoño en la década de 1960, de tendencia modernista con elementos neoclásicos aunque quedando en parte inconcluso. Estaba ubicado en la Plaza de Bolívar y fue destruido el 6 de noviembre de 1985 como consecuencia de la toma que realizó la guerrilla del M-19 y la retoma que ejecutó el ejército, donde el palacio quedó destruido.
Tras la destrucción del Palacio, los magistrados sobrevivientes, encabezados por Fernando Uribe Restrepo, despacharon en instalaciones del Banco de la República, luego en el edificio del Banco de Crédito (carrera 7 con calle 27) y luego en un edificio del norte de Bogotá hasta que se inauguró el majestuoso edificio nuevo, reemplazado en el mismo lugar que el destruido en 1985, donde funcionan la Corte Suprema de Justicia, la Corte Constitucional, el Consejo de Estado y el Consejo Superior de la Judicatura desde 2004. En honor al presidente de la Corte Suprema de Justicia Alfonso Reyes Echandía, muerto en la toma en 1985, se bautizó el palacio con su nombre.
En la entrada, se encuentra la única pieza de la antigua estructura; la placa con la frase del general Francisco de Paula Santander: COLOMBIANOS, LAS ARMAS OS HAN DADO INDEPENDENCIA, LAS LEYES OS DARAN LIBERTAD.